# 聖骸布

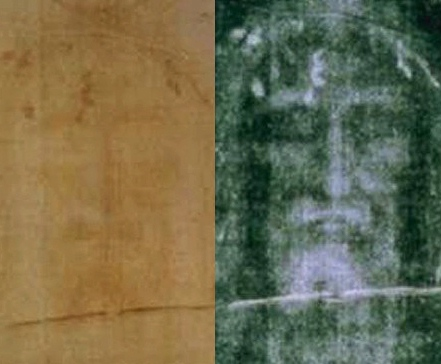
トリノの聖骸布

聖骸布（せいがいふ、トリノの聖骸布、Holy Shroud）は、キリスト教の聖遺物の一つで、イエス・キリストが磔にされて死んだ後、その遺体を包んだとされる布。トリノの聖ヨハネ大聖堂に保管されている。
スペインのオビエドには、遺体の頭を包んでいたとされるスダリオ（手拭い）が保管されている。

## 特徴
本体は、縦4.41m、横1.13mの杉綾織の亜麻布（リンネル）である。生成りに近い象牙色の布の上に、痩せた男性の全身像（身長180cm）がネガ状に転写されているように見える。布上に残された全身像の痕跡から、頭を中心に縦に二つ折りにして遺骸を包んだと見られ、頭部、手首、足、脇腹部分には血痕が残っている。
1532年にフランス・シャンベリの教会にて保管されていた際に火災に遭い、その一部を損傷した。1534年、聖クララ修道会の4名の修道女によって損傷部分には継ぎ当てを、裏には当て布が縫いつけられた。1978年の科学調査では、血は人間のものであり血液型もAB型と証明された。2002年には継ぎ当てと当て布を外す作業が行われた。聖骸布の裏側には人物の姿は見られず、血のしみ込みのみが見られた。

## 来歴

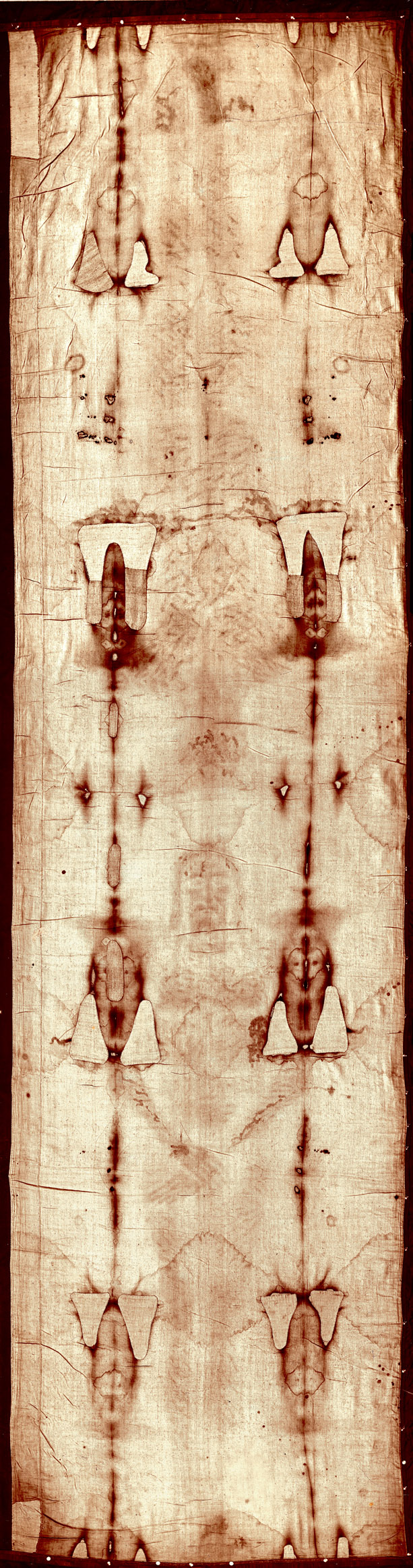
トリノの聖骸布

1353年、伝存の経緯は不明であったが、フランス・リレのシャルニー家が所有しているところを発見された。地元の司教から偽物と批判をうけたこともあるが、いくつかの所有者、保管場所の変遷などを経て、1453年に所有がサヴォイア家に移り、1578年にはトリノへ移動された。教皇クレメンス7世はこれを布に描いた絵だと宣言し、神聖物とされないよう展示にあたっては蝋燭を点けない、香を焚かないと条件をつけた。1898年にイタリアの弁護士・アマチュア写真家セコンド・ピアが、初めて聖骸布の写真を撮影した。1983年にサヴォイ家からローマ教皇に所有権が引き渡され、以降はトリノ大司教によって管理されている。
通常は一般に向けて常時公開されてはいないが、聖骸布博物館にてレプリカを見ることができる。カトリック教会の大聖年にあたる2000年に一般公開されたが、その後2002年に修復作業が施された。2010年に修復後初めて一般公開され、2015年にも一般公開された。

## 聖書記述との一致
イエスは顔を打たれた（マタイ26・67-68）
聖骸布の人物の顔には、多数の暴行の痕が確認できる。特に、右目の下と右頬の横に大きな腫れ、鼻に腫れがあり軟骨が折れていると思われる。
イエスは鞭打たれた（ヨハネ19・1）
聖骸布の像の人物の背中、胸、太腿など身体中に多数の鞭打たれた跡がある。3本の皮ひもの先に2つの小さな金属球がついた「フラグム」という鞭で打たれたと考えられる。放射線状についた傷の跡から、二人の執行者によって鞭打たれ、鞭打ちの数は120回ほどである。
イエスは茨の冠をかぶせられた（ヨハネ19・3-5）
額と後頭部には茨が刺したと考えられる血痕が多数ある。額の真中の血は粘りのあるもので、額の横に流れる血は薄い。これは動脈血と静脈血の違いである。
イエスは重い十字架を運ばねばならなかった（ヨハネ19・17）
当時の磔刑ではふつう十字架の横木が犯罪人によって運ばれ、柱は刑場に固定されていた。横木の重さは100ポンド（約45キログラム）と推定される。
聖骸布の右肩の上に擦過傷部分があり、背面の左肩の下にも鞭による傷の上に加えられた広範囲な擦過傷が表れている。これらの傷は鞭の傷を通して見られ、傷つけられた皮膚を何か重いものでこすった摩擦によって生じたものであると考えられる。擦過傷が破れておらず、このことから聖骸布の人物は服を着ていたと思われる。
聖骸布の人物の両膝には強度の損傷が有る。左膝の皿の部分にかぎ裂き状の擦過傷とともに大きな打撲傷があり、右膝にも小さな打撲傷が有る。顔にも打撲傷があり、鼻の軟骨が折れている。1978年の科学調査の時、足や膝、鼻のあたりにエルサレムのアラゴナイトという土が付着していたことが分かった。
イエスは十字架につけられた（ルカ23・33)
「イエスは両手・両膝に釘を打たれて磔にされた」（ヨハネ20・25）
パリのソルボンヌ大学のピエール・バルベによると、聖骸布で示される位置に釘を刺すと正中神経や感覚神経が損なわれ、運動神経の損傷により指が曲がらなくなる。聖骸布の状態を確認すると親指の跡が写っていなかったという。また、イエスの磔の絵はほとんどの場合手のひらに釘が打たれて描かれているが、聖骸布の人物には手首・足に釘で貫かれた痕がある。これらのことは聖骸布の陰影は誰かによって人為的に描かれたのではなく、実際にローマ人のやり方で磔刑にされた人物であるという強い医学的証拠である。
イエスの脚は折られなかった（ヨハネ19・31-33）
「律法」によって死者は日没までに埋葬しなければならなかったため、ユダヤ人の受刑者は日没少し前までに死亡しない場合、脚を折って死を早められた。聖骸布の人物の脚が折られていないことは明瞭である。
イエスは胸を刺された（ヨハネ19・34-36）
その死を確かめるために胸の右側を槍で突かれているため、右側に4×1.5cmの傷がある。ここから流れる血による陰影には、色の濃い部分と薄い部分とがあり、血液と透明な液体とが混ざっていたと考えられている。いわゆる「血と水」である。
聖骸布の人物には鞭打ちや暴行による打撲傷の跡がある。そのため肋膜炎が起こり、その中に水（血清）が溜まり内出血を起こしたとも考えられる。また、心身の苦しみのために心臓が破裂し、刺されたときに水（血清）と血（血餅）が流れ出たとも考えられる。
イエスは亜麻布に包まれた（ルカ23・52）
聖骸布の人物は上等な亜麻布に包まれ、名誉ある葬りを受けている。
イエスは数日だけしか墓にいなかった（ルカ24・1-13）
この布には腐敗の跡がない。聖骸布の人物は腐敗する前に布から離れたと考えられる。

## 聖骸布の真偽について

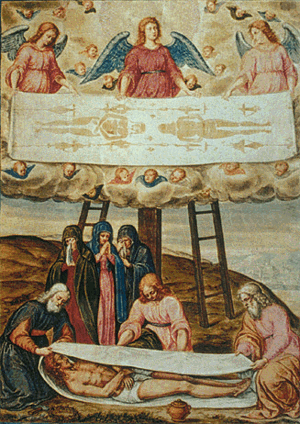
16世紀の画家ジュリオ・クローヴィオの絵画

聖骸布はその発見以来、言い伝え通りの品であると信じられつつ、詐欺的な作り物や誤認との指摘も受けていて、これまでにも一般公開された機会などに合わせて専門家による科学的調査が進められている。
聖骸布が偽物であるという主張は、奇跡的な出来事であるはずの「遺骸をくるんだ布に像が映りこむ」という現象が聖書で言及されていないこと、頭と胴体を別の布で包むという聖書時代のユダヤの埋葬慣習に反していること、キリストと同時代の遺跡から発掘された布の単純な織り方とは違って複雑な織り方をしていることなどを根拠とする。また、像の人物には白人の特徴があり、聖書時代のパレスチナ人の顔立ちではないという指摘や、法医学的な調査の結果、死体をそのまま包んだにしては血痕の付き方があり得ないという結論もだされている。
1988年の調査では、オックスフォード大学、アリゾナ大学、スイス連邦工科大学の3機関において、考古学などで資料年代推定に用いられる放射性炭素年代測定（炭素14法年代測定）が行われた。その結果、この布自体の織布期は1260年から1390年の間の中世である、と推定された。
この年代測定の結果や、もともと布を所有していたシャルニー家がテンプル騎士団と縁が深い、像の人物と肖像が似ているなどの理由で、テンプル騎士団最後の総長ジャック・ド・モレーの埋葬布だという説もある。
だが、この3機関が発表前にデータを交換し、生のデータの公開を拒否したことから、この結果はイエスの布だと信じる一派からは疑問視されている。ヴァチカンは1年後に、炭素14法年代測定結果を無視すると発表した。
炭素14法年代測定の調査結果については、過去の修復作業時に付け足された部分や、一般公開の時に素手で触れられていた部分をサンプルとした測定であったことや、1995年にカリフォルニアのサン・アントニオ大学の科学調査で、聖骸布の糸の上に生存し続けているバクテリアによって生成されたバイオプラスティックの膜が確認され、この膜が結果に大きな誤差を出した原因の1つだと言われるが、聖書時代の遺物を中世の物と誤認するためには厚さ0.3mmの肉眼でもわかるバイオプラスティックの存在が必要であり、検査方法の有効性や結果の信憑性を疑う批判は、本物と信じる者の妄言に過ぎない。
アメリカのロスアラモス国立研究所の調査により、1988年に調査された布の箇所にはバニリンという物質が含まれており、その物質が含まれている場所は火災によって補修された箇所であることが明らかとなった。また、バニリンが含まれていない箇所に対しての調査では、1300年から3000年前の布ではないかということが明らかになった。布は杉綾織りの亜麻布であり、縫い方も死海のほとりにあるマサダ（要塞）の遺跡で発見された生地と同様の、独特の縫い方であると判明した。
本物説の補強材料として、布に写し出されたネガ状の全身像特有の色の濃淡、筆あとの無さ、画像の表層性などが生じた過程は科学的に説明や再現ができないと主張されることもあるが、中世に入手可能な材料で様々な再現実験が行われており、似たような図像も作成されている。